# Contract Recognition Board
Das Contract Recognition Board (CRB) (deutsch: Ausschuss für Vertragsbestätigungen) ist eine seit 1992 im Concorde Agreement festgelegte unabhängige Schiedsstelle für Vertragsstreitigkeiten im Motorsport. Es besteht aus einem permanenten Notariatsbüro mit Sitz in Genf, welches die Verträge an einem sicheren und brandgeschützen Ort aufbewahrt. Die Entscheidungsträger sind drei qualifizierte Anwälte unterschiedlicher Nationalitäten mit Erfahrungen in Vertragsrecht. Es galt erst nur für Fahrerverträge in der Formel 1, später auch für hochrangiges technisches Personal der Teams. Seit 2002 gilt es auch in der Rallye-Weltmeisterschaft.
Bevor das CRB existierte, war es Fahrern möglich, mehrere Verträge abzuschließen. So hatte beispielsweise Jean Alesi für die Saison 1991 mit Ferrari und Williams einen Vertrag unterzeichnet. Schließlich ist er für Ferrari gefahren. Als Hauptauslöser für die Gründung des CRB gilt Michael Schumachers Wechsel von Jordan zu Benetton. Bei seinem Formel-1-Debüt 1991 in Spa erreichte er in der Qualifikation mit dem unterlegenen Jordan den siebten Startplatz. Obwohl ihn Eddie Jordan gerne länger verpflichtet hätte, was ihm nach gegenseitiger Abmachung zugestanden wäre, startete Schumacher bereits ab dem nächsten Rennen für Benetton und blieb dort die nächsten vier Jahre. Bei Benetton musste Roberto Moreno den Platz für Schumacher räumen.

## Vertragskonflikte seit Bestehen des Contract Recognition Boards

### 1993: Mika Häkkinen
1992 war Mika Häkkinen bei Lotus als Fahrer unter Vertrag. Häkkinen wollte für die nächste Saison als Testfahrer zu McLaren wechseln, während Lotus eine Verlängerungsoption geltend machen wollte. Das CRB entschied für den Wechsel, weil die Option von Lotus zu schwach war.

### 1994: David Coulthard
David Coulthard hatte mit Williams einen Vertrag als Testfahrer von 1993 bis und mit 1995. Nach dem tragischen Unfalltod von Ayrton Senna 1994 übernahm er dessen Stammfahrerplatz, musste diesen aber später für die letzten vier Saisonrennen an Nigel Mansell abtreten. Im November unterzeichnete Coulthard einen Vertrag mit McLaren für die Saison 1995, sein Management glaubte der Vertrag mit Williams sei nicht bindend. Im Dezember entschied das CRB, dass der Vertrag mit Williams gültig ist und Coulthard erst ab 1996 wechseln darf.

### 1995: Mika Salo
Mika Salo schaffte 1994 den Einstieg in die Formel 1 und bestritt die beiden letzten Rennen der Saison für Lotus. Worauf er mit dem Team einen mehrjährigen Vertrag abschloss. Das Team ging aber bankrott. Salo wechselte darauf zu Tyrrell. Das Team Lotus wurde später von Pacific übernommen. Der neue Besitzer meinte mit dem Team Lotus auch den Fahrervertrag mit Salo erworben zu haben und ging vor das Schiedsgericht. Am 8. Februar 1995 entschied das CRB zugunsten von Tyrrell, weil Lotus nun nicht mehr das Team sei bei welchem Salo den Vertrag unterzeichnet hatte.

### 1997: Giancarlo Fisichella
Giancarlo Fisichella hatte einen Vertrag mit Benetton. Benetton hatte Fisichella ab 1997 an Jordan verliehen, dieser Vertrag enthielt eine Rückkaufoption für die Saison 1998 gegen eine Gebühr von 2,4 Millionen Dollar. Der Vertrag war beim CRB hinterlegt, aber die Rückkaufoption nicht richtig deklariert. Das CRB entschied deshalb, dass der Vertrag mit Jordan gültig ist.
Der Fall wurde an den obersten Gerichtshof in London weitergezogen. Das neue Urteil ging zugunsten von Benetton aus, weil Jordan den Leihvertrag mit Benetton durch weitere Verträge mit Minardi gebrochen hatte, dieser somit ungültig war und Fisichella nach dem ursprünglichen Vertrag zu Benetton gehörte. Das Gericht entschied zudem für eine Entschädigungszahlung in Höhe von 2,4 Millionen Dollar von Benetton an Jordan, weil die vergessene Deklaration nicht Jordans Fehler war.

### 1999: Pedro Paolo Diniz
Pedro Diniz hatte für die Saisons 1997 bis und mit 1999 einen Vertrag mit Arrows. Als er aber 1999 zu Sauber wechselte, glaube Arrows einen gültigen Vertrag zu haben. Diniz argumentierte mit im Vertrag enthaltenen Leistungsklauseln, die vom Team nicht eingehalten wurden. Am 12. Februar erklärte das CRB den neuen Vertrag mit Sauber sowie die Ausstiegsklauseln im Vertrag mit Arrows für gültig.

### 2004: Jenson Button
Jenson Button war 2004 bei BAR. Am 20. Juli 2004 zog das Team die Option auf eine Vertragsverlängerung. Das Management von Button glaubte diese Option sei ungültig und verhandelte auch mit Williams einen Vertrag für 2005 aus. Am 16. Oktober kam zu einer Anhörung beider Parteien in Mailand. Am 20. Oktober gab das CRB bekannt, der Vertrag mit BAR sei höher einzustufen, womit der Wechsel geplatzt war. Der Kernstreitpunkt der Verlängerungsoption lag in einem garantierten Motorenvertrag zwischen BAR und Honda. Hätte Buttons Management den wässerigen Vertrag zwischen BAR und Honda herbeigezogen, wäre ein Wechsel durchaus möglich gewesen.
Ein Jahr später plante Button erneut den Wechsel zu Williams. Als bekannt wurde, dass sowohl der Hauptsponsor HP als auch Motorenlieferant BMW ab 2006 dem Team  den Rücken zukehren, wollte Button dann doch nicht wechseln und kaufte sich selber für geschätzte 15 Millionen Euro wieder vom Vertrag frei.

### 2007: Giedo van der Garde
Am 1. Februar 2007 gab Spyker bekannt, Giedo van der Garde als dritten Fahrer verpflichtet zu haben. Zu diesem Zeitpunkt hatte er aber schon einen Vertrag mit Super Aguri für die Saison 2007. Der Vertragskonflikt wurde vom CRB nicht aktiv behandelt, weil dies von keinem Team gefordert wurde, aber dem Fahrer wurde keine Superlizenz ausgehändigt. In der Folge absolvierte van der Garde einige Tests für Spyker, konnte aber nicht an offiziellen Anlässen teilnehmen, somit auch nicht als Freitagstestfahrer antreten.

### 2007: Timo Glock
In der Saison 2007 war Timo Glock bei BMW Sauber als Testfahrer unter Vertrag. Das Team löste eine Option für ein weiteres Jahr ein. Bei Toyota wurde Glock ein Stammcockpit angeboten, was ebenfalls zu einem Vertragsabschluss führte. Am 2. November 2007 kam es in einem Hotel in Genf zu einer Anhörung. Am 17. November gab das CRB bekannt, dass Glock den Vertrag bei BMW Sauber nicht erfüllen muss und zu Toyota wechseln darf.